# 인도양 무역
인도양 무역은 역사적으로 동서양 교류의 핵심 요소였다. 오스트로네시아 무역선과 남아시아 및 중동 다우선에 의한 장거리 해상 무역은 선사 시대 및 초기 역사 시대에 동남아시아에서 동아프리카 및 동남아프리카, 서쪽의 동부 지중해까지 확장되는 사람, 문화 및 문명 간의 역동적인 상호작용 지대가 되게 했다. 인도양 연안의 도시와 국가들은 바다와 육지 모두에 중점을 두었다.

## 초기 시대

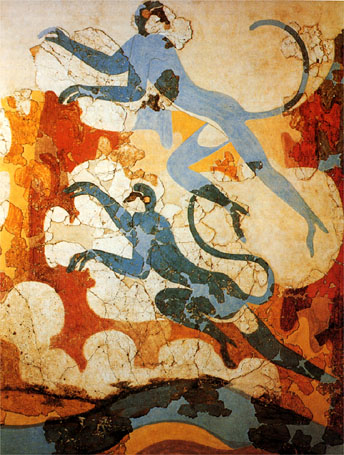
기원전 18세기와 17세기의 에게 해의 테라 섬 아크로티리 벽화에 묘사된 S자 꼬리 원숭이들은 최근 남아시아 회색 랑구르로 확인되었다.

기원전 2600-1900년경의 중기 하라파 시대부터 하라파 문명과 메소포타미아 문명 사이에 광범위한 해상 무역 네트워크가 운영되었으며, 많은 상업 활동은 "딜문"(현대 바레인과 페르시아만에 위치한 팔라카 섬)의 중개 상인에 의해 처리되었다. 이러한 장거리 해상 무역은 직조된 갈대나 천으로 만든 돛을 지지하는 단일 중앙 돛대가 장착된 판자 건축 선박의 개발로 가능해졌다.
파키스탄의 소트카겐-도르(다슈트 강변, 지와니 북쪽), 소크타 코흐(샤디 강변, 파스니 북쪽), 발라코트(손미아니 근처)와 서인도의 로탈과 같은 여러 해안 정착지들은 하라파 무역 전초 기지로서의 역할을 증명한다. 바다로 열리는 강 하구에 위치한 얕은 항구들은 메소포타미아 도시들과 활발한 해상 무역을 가능하게 했다.

## 인도-지중해 무역 네트워크
최근의 고고학적 연구는 청동기 시대 이집트와 인도가 홍해를 통해 직접 해상 접촉을 했다는 증거가 증가하고 있음을 강조한다. 그레고리 포셀과 같은 학자들도 인더스 문명과 동아프리카 간의 해상 활동을 제안했다. 동인도양 무역 네트워크의 해상 활동은 인도-태평양 구슬의 발견에서 알 수 있듯이 이른 야요이 시대(기원전 3세기)부터 일본까지 확장되었다.

## 오스트로네시아 해상 무역 네트워크

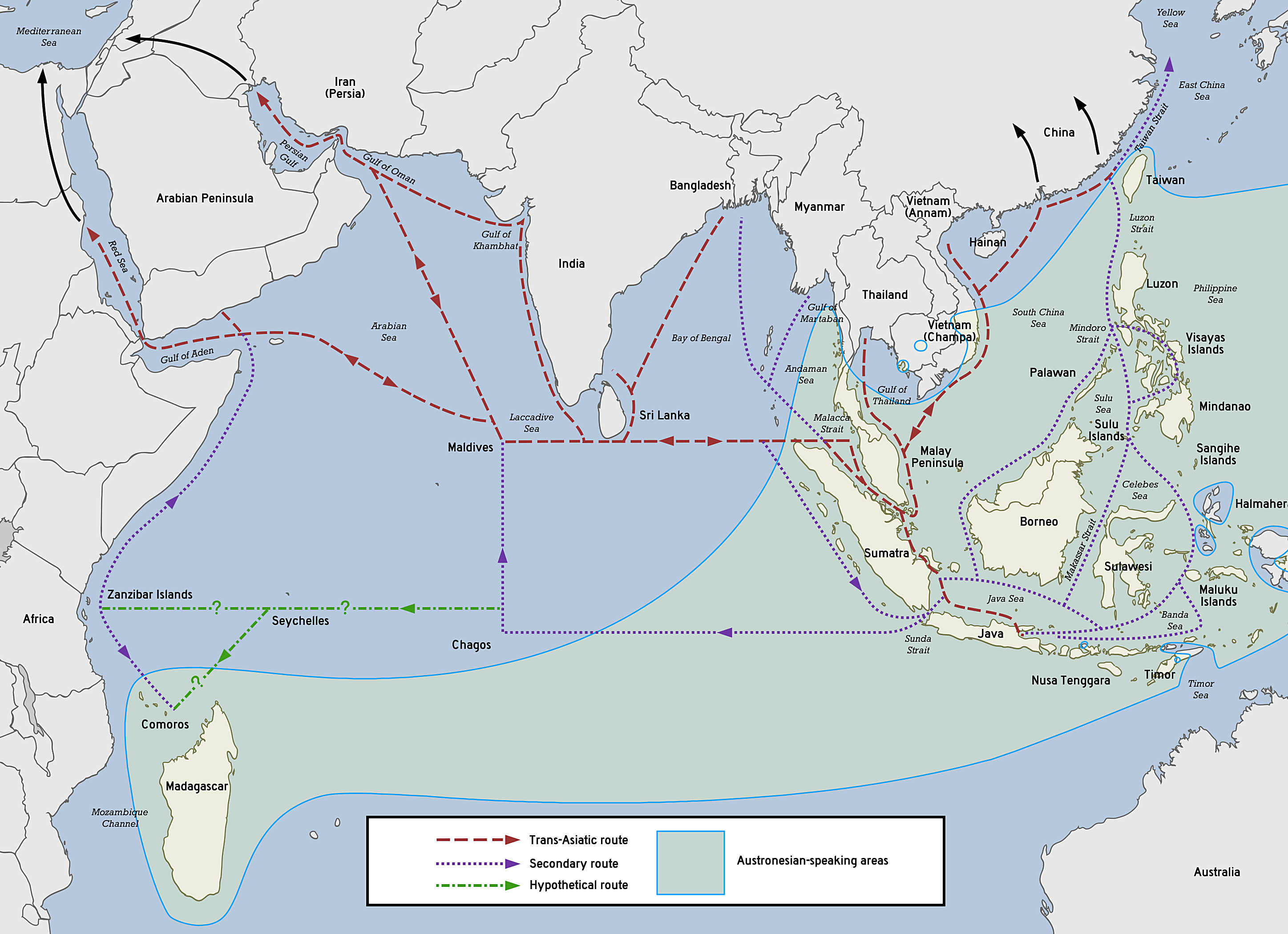
오스트로네시아 원사 및 역사적 인도양 해상 무역 네트워크

인도양의 해상 무역 네트워크는 해양 동남아시아의 오스트로네시아족이 운영했다. 그들은 남인도와 스리랑카와 무역로를 개척하여 물질 문화(예: 카타마란, 아웃리거 보트, 묶음-러그 및 봉합-판자 보트, 판 (기호품))와 재배종 (예: 코코야자, 백단향, 바나나, 사탕수수, 정향, 육두구)의 교환을 촉진하고, 인도와 중국의 물질 문화를 연결했다. 인도네시아인들은 특히 인도양의 편서풍의 도움을 받아 카타마란과 아웃리거 보트를 이용해 동아프리카와 향신료(주로 계피와 카시아)를 거래했다. 이 무역 네트워크는 아프리카와 아라비아반도까지 확장되었을 가능성이 있으며, 1천년기 전반에 마다가스카르의 오스트로네시아 식민지화로 이어졌다. 이 무역은 역사 시대까지 계속되었고, 나중에 해상 실크로드가 되었다.

## 헬레니즘 및 로마 시대

1세기 에리트레아 해의 페리플루스에 따른 로마의 인도 무역.

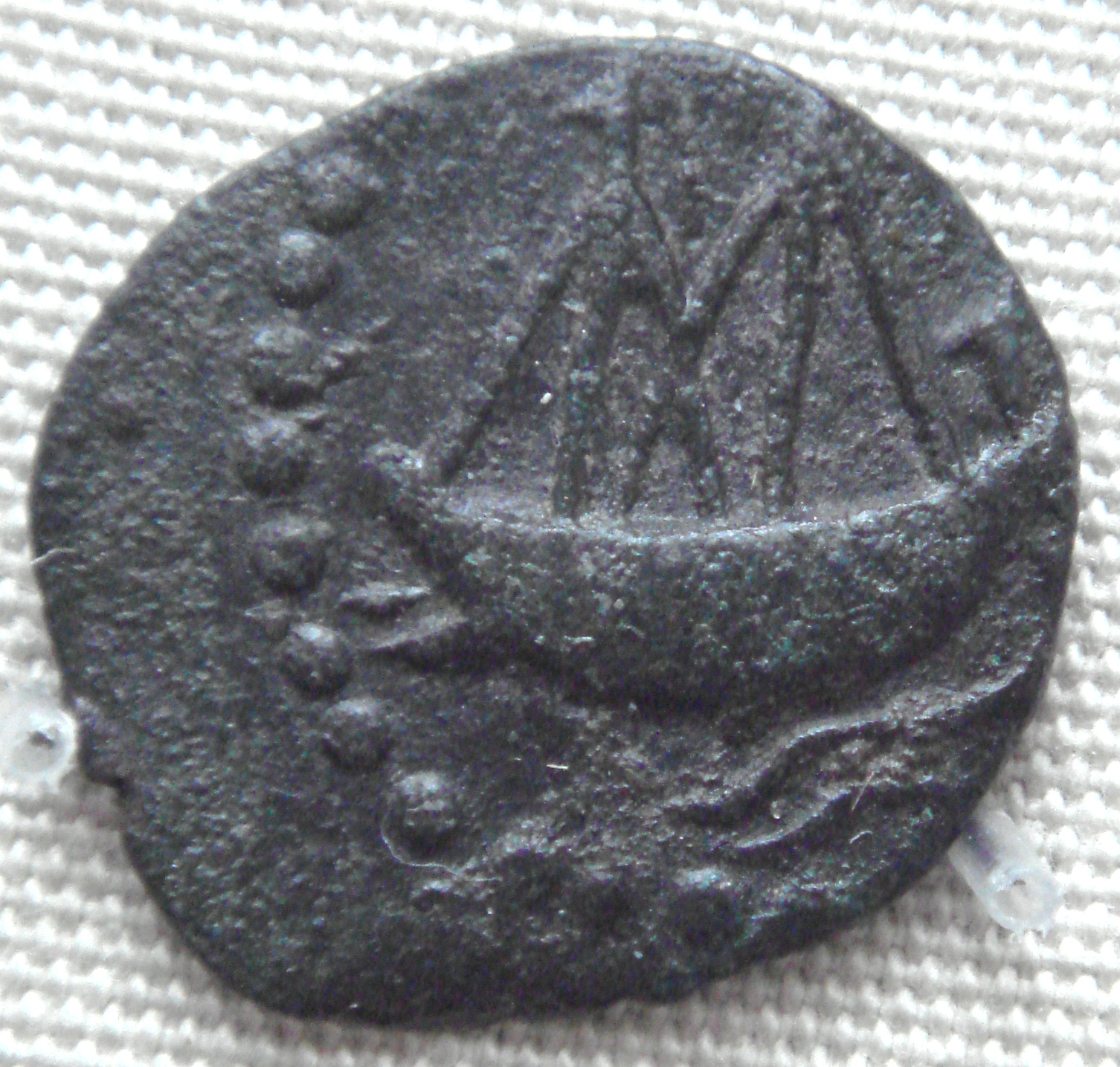
바시슈티푸트라 스리 푸라마비의 납 주화에 새겨진 인도 선박.

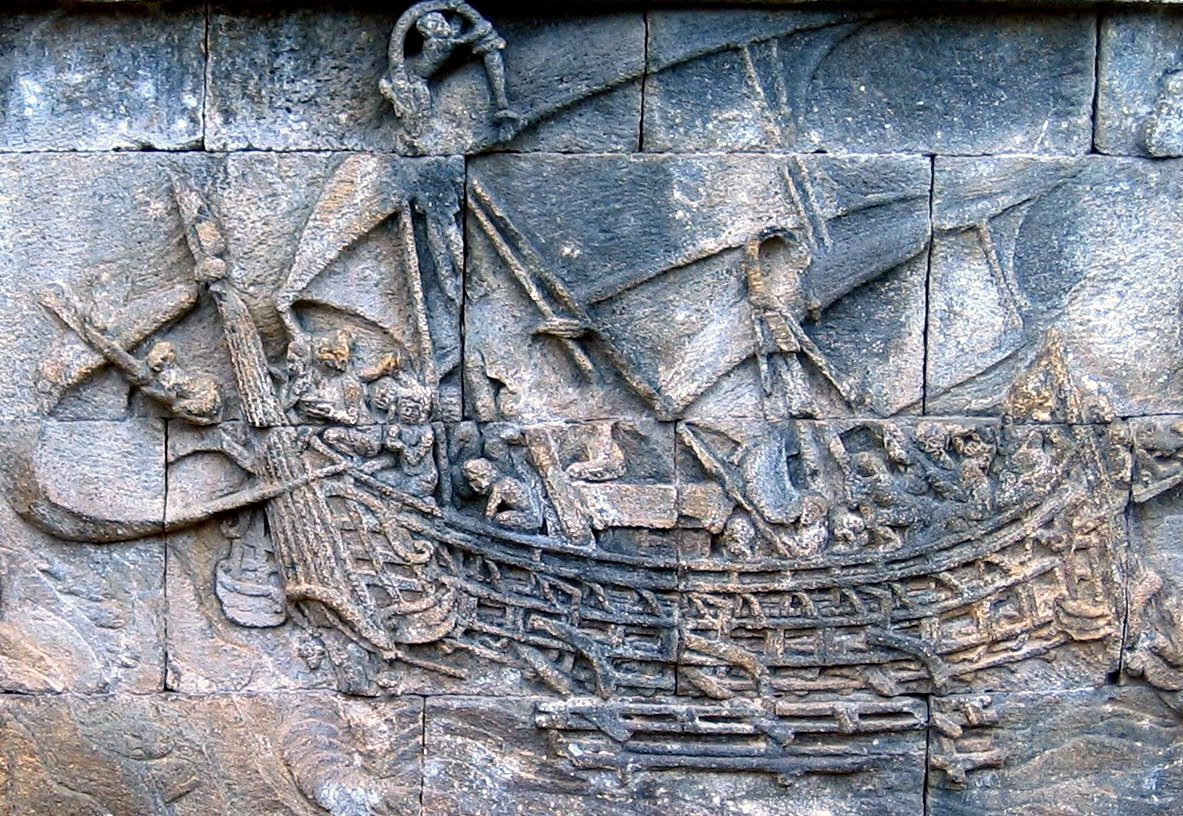
8세기-9세기 보로부두르의 선박 부조.

인도와 그리스 프톨레마이오스 왕국 간의 무역은 기원전 130년에 키지코스의 에우독소스에 의해 시작되었다. 이집트에서 상품은 지중해 전역의 항구로 운송될 수 있었다. 프톨레마이오스 왕국이 홍해 항구를 개방하고 계절풍에 대한 지식이 향상되면서 무역이 크게 증가했다.
로마 제국 하에 지중해 연안 행정의 통합은 인도와의 직접적인 해상 무역을 강화하고 이전에 다양한 육로 무역로의 중개인들이 징수하던 세금을 없애는 결과를 가져왔다. 로마 제국과 인도 간의 무역은 로마 황제 아우구스투스(기원전 27년 – 기원후 14년) 통치부터 시작되어 안토니누스 역병으로 끝난 평화와 번영 덕분에 서기 1세기에서 2세기 사이에 최고조에 달했다.
스트라본에 따르면:
어쨌든, 코르넬리우스 갈루스가 이집트 총독이었을 때, 나는 그와 동행하여 나일강을 따라 시에네와 악숨 왕국(에티오피아)의 국경까지 올라갔고, 과거 프톨레임 시대에는 소수의 선박만이 인도 상품을 운송하는 항해를 감행했지만, 지금은 미오스 호르모스에서 아대륙으로 무려 120척의 선박이 항해하고 있다는 것을 알게 되었다.— 스트라본

스트라본이 로마의 이집트 병합 이후 무역의 엄청난 증가를 언급한 것은 몬순이 그의 시대에 무역에 알려지고 활용되었다는 것을 나타낸다. 이 무역을 위해 너무 많은 금이 사용되었고, 쿠샨 제국(쿠샨족)이 자체 주화로 재활용했던 것 같아서, 가이우스 플리니우스 세쿤두스(자연사 VI.101)는 인도에 대한 귀금속 유출에 대해 불평했다:

### 로마 항구
동방 무역에 관련된 세 주요 로마 항구는 아르시노에, 베레니케, 미오스 호르모스였다. 아르시노에는 초기 무역 중심지 중 하나였지만, 더 접근하기 쉬운 미오스 호르모스와 베레니케에 의해 곧 그 중요성이 퇴색되었다.

#### 아르시노에

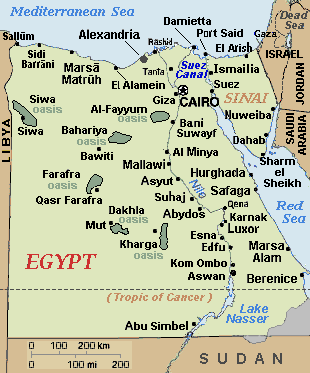
알렉산드리아와 베레니케를 포함한 이집트 홍해 항구의 위치.

프톨레마이오스 왕조는 알렉산드리아의 전략적 위치를 이용하여 아대륙과의 무역을 확보했다. 동방과의 무역 경로는 먼저 현재의 수에즈 항구인 아르시노에를 통했던 것으로 보인다. 동아프리카 무역 상품은 아르시노에, 베레니케 또는 미오스 호르모스 등 세 주요 로마 항구 중 한 곳에 하역되었다. 로마인들은 나일강에서 홍해의 아르시노에 항구 중심까지의 운하에 쌓인 토사를 제거하고 보수했다. 이는 로마 행정부가 가능한 한 많은 무역을 해상 경로로 돌리기 위해 undertook해야 했던 많은 노력 중 하나였다.
아르시노에는 결국 미오스 호르모스의 부상하는 명성에 가려졌다. 아르시노에-클리스마와 같은 북부 항구로의 항해는 수에즈만의 북풍 때문에 미오스 호르모스에 비해 어려워졌다. 이러한 북부 항구로의 진출은 여울, 암초 및 위험한 해류와 같은 추가적인 어려움을 수반했다.

#### 미오스 호르모스와 베레니케
미오스 호르모스와 베레니케는 고대 이집트의 파라오 상인들과 프톨레마이오스 왕조가 로마의 지배를 받기 전에도 사용했던 중요한 고대 무역 항구였던 것으로 보인다.
벨조니(1818)에 의해 발견된 이래로 베레니케 유적지는 남부 이집트의 라스 바나스 근처의 유적과 동일시되어 왔다. 그러나 미오스 호르모스의 정확한 위치는 논쟁 중이며, 라티그 아부 샤아르와 고전 문학 및 위성 이미지의 기록은 나일강의 콥토스에서 요새화된 도로 끝에 있는 쿠세이르 엘-콰딤과의 유력한 동일시를 나타낸다. 엘-제르카 발굴 이후 쿠세이르 엘-콰딤 유적지는 미오스 호르모스와 추가적으로 연관되어 왔다. 발굴된 오스트라카는 이 도로 끝에 있는 항구가 미오스 호르모스였을 수 있다는 결론을 이끌어냈다.

### 남아시아 항구

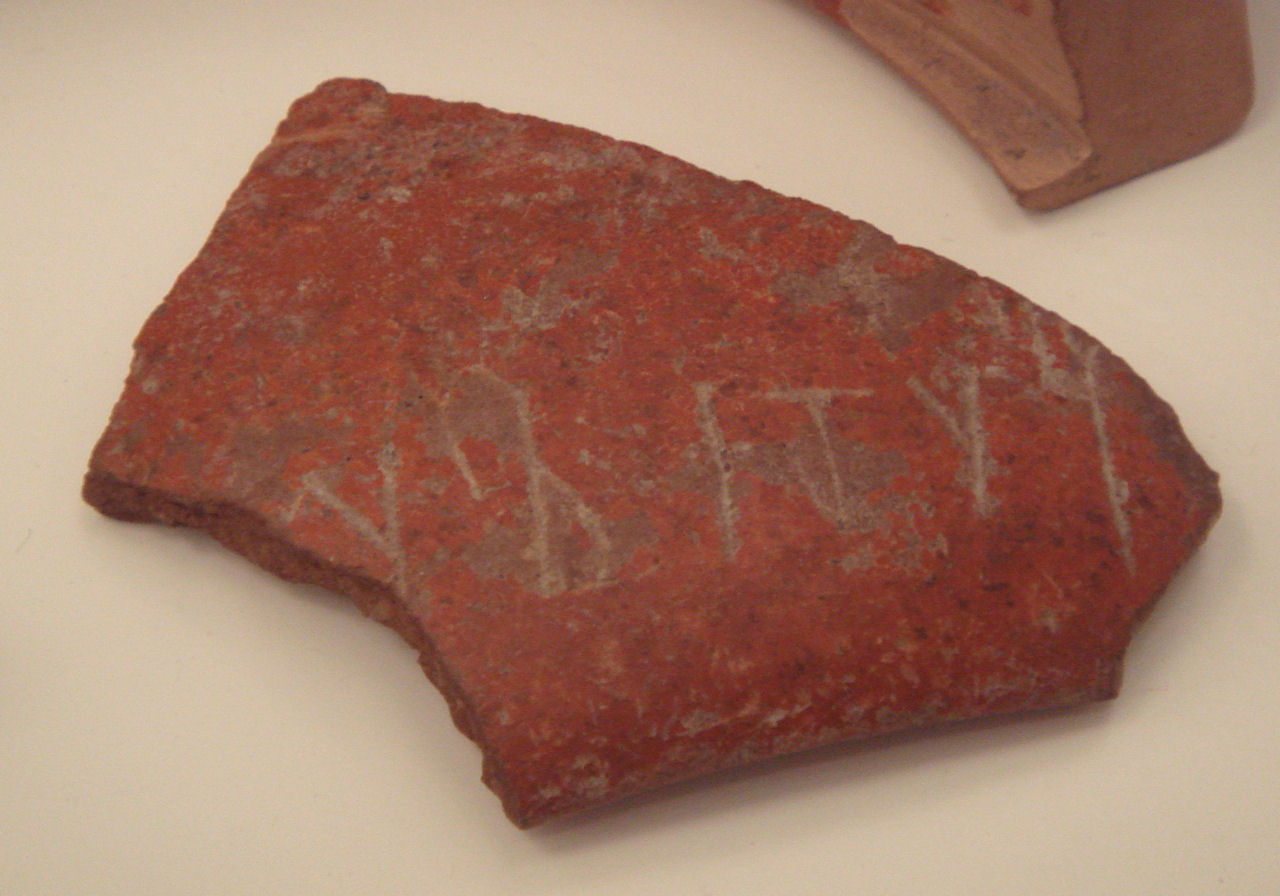
타밀나두주 아레초, 라티움에서 발견된 로마 도자기 조각, 아리카메두 (서기 1세기). 기메 박물관.

바르바리쿰(현대 카라치), 수나구라(중앙 방글라데시), 바리가자, 케랄라의 무지리스, 코르카이, 카베리파티남 및 현재 인도 남단에 위치한 아리카메두의 지역 항구들은 내륙 도시 코두마날과 함께 이 무역의 주요 중심지였다. 에리트레아 해의 페리플루스는 그리스-로마 상인들이 바르바리쿰에서 "얇은 의류, 무늬 있는 아마포, 황옥, 산호, 스토락스, 유향, 유리그릇, 은금 접시, 약간의 와인"을 팔아 "코스투스, 델리움, 라이시움, 나르드, 터키석, 청금석, 세릭 가죽, 면직물, 견섬유 실, 인디고"와 교환했다고 묘사한다. 바리가자에서는 밀, 쌀, 참기름, 면화 및 직물을 구입했을 것이다.

#### 바리가자
인도-스키타이 서사트라프 나하파나("남바누스")의 통제 하에 있는 바리가자와의 무역은 특히 번성했다:
이 시장 도시(바리가자)로 수입되는 것은 이탈리아산, 라오디케아산, 아라비아산 와인, 구리, 주석, 납, 산호, 황옥, 얇은 옷과 모든 종류의 하급 직물, 폭 1큐빗의 밝은 색 허리띠, 스토락스, 스위트 클로버, 부싯돌 유리, 리얼가르, 안티몬, 금화 및 은화이며, 이들은 현지 화폐와 교환될 때 이익이 된다. 그리고 연고도 수입되지만 그리 비싸지 않고 양도 많지 않다. 그리고 왕을 위해서는 매우 비싼 은그릇, 노래하는 소년들, 하렘을 위한 아름다운 소녀들, 고급 와인, 최고급 직물로 만든 얇은 옷, 그리고 최고급 연고가 이 지역으로 들여온다. 이 지역에서 수출되는 것은 인디언 감송, 코스투스, 델리움, 상아, 마노 및 홍옥, 라이시움, 모든 종류의 면직물, 실크 천, 아욱 천, 실, 긴 후추 및 다양한 시장 도시에서 가져온 기타 물품들이다. 이 시장 도시로 향하는 이집트인들은 대략 7월, 즉 에피피 달에 순조롭게 항해한다.— 에리트레아 해의 페리플루스 (49단락).

#### 무지리스

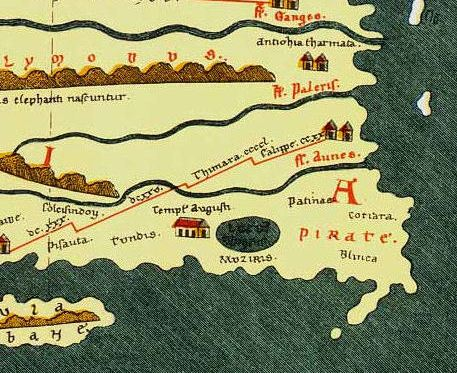
포이팅거 지도에 묘사된 무지리스, "아우구스티 신전"과 함께.

무지리스는 인도 남서부 해안에 위치한 실전된 항구 도시로, 체라 왕국과 로마 제국 간의 고대 타밀 지역 무역의 주요 중심지였다. 그 위치는 일반적으로 현대의 크랑가노르(중앙 케랄라)와 동일시된다. 파타남 마을(크랑가노르 근처)에서 발견된 대량의 동전과 수많은 암포라 파편들은 이 항구 도시의 유력한 위치를 찾는 데 최근 고고학적 관심을 불러일으켰다.
에리트레아 해의 페리플루스에 따르면, 수많은 그리스 선원들이 무지리스와 활발한 무역을 했다:
그리고 나우라와 틴디스가 나오는데, 다미리카 (리미리케)의 첫 번째 시장들이다. 그리고 무지리스와 넬킨다가 나오는데, 이들은 지금 가장 중요하게 여겨진다. 틴디스는 케로보트라 왕국에 속하며, 바다에 바로 보이는 마을이다. 같은 왕국의 무지리스는 아라비아와 그리스인들이 화물과 함께 보낸 배들로 가득하다. 이곳은 강변에 위치하며, 틴디스에서 강과 바다로 500스타디아 떨어져 있고, 해안에서 강으로 20스타디아 올라가면 있다.— 에리트레아 해의 페리플루스 (53–54)

#### 아리카메두
에리트레아 해의 페리플루스는 포두케(ch. 60)라는 시장을 언급하는데, G.W.B. 헌팅포드는 이를 타밀나두주의 아리카메두로 식별했는데, 이는 초기 촐라 무역의 중심지(현재 퐁디셰리에서 약 3 킬로미터 (1.9 mi) 떨어진 아리얀쿠팜의 일부)였다. 헌팅포드는 또한 1937년에 아리카메두에서 로마 도자기가 발견되었고, 1944년에서 1949년 사이의 고고학 발굴을 통해 이곳이 "서기 1세기 상반기에 로마 제조품이 수입되던 무역 거점"이었음을 보여주었다고 언급한다.

### 쇠퇴와 유산
로마-페르시아 전쟁 이후, 로마 동로마 제국의 지배를 받던 지역은 페르시아 사산 왕조의 호스로 2세에게 점령되었으나, 동로마 제국의 황제 이라클리오스가 이 지역들을 수복했다(628년). 아랍인들은 아므르 이븐 알-아스의 지휘 아래 639년 말 또는 640년 초에 이집트로 진입했다. 이 진격은 이슬람의 이집트 정복의 시작과 프톨레마이오스 왕조 이후 로마 세계에 의해 인도 아대륙과의 무역을 확보했던 알렉산드리아와 같은 항구들의 함락을 알렸다.
무역의 쇠퇴로 고대 타밀 지역은 국제 무역을 위해 동남아시아로 눈을 돌렸고, 이곳에서는 로마에 미친 영향보다 더 큰 정도로 현지 문화에 영향을 미쳤다.

## 대인도 힌두-불교 시대
사타바하나 왕조는 동남아시아에서 해운 사업을 발전시켰다. 8세기 고대 자와섬의 목재 이중 아웃리거와 돛이 달린 보로부두르 선박의 묘사는 인도네시아와 마다가스카르 및 동아프리카 사이의 인도양을 가로지르는 고대 무역 연결망, 때로는 '계피 길'로 불리는 연결망이 있었음을 시사한다. 단일 또는 이중 아웃리거는 항해하는 오스트로네시아인의 전형적인 선박 특징이며, 동남아시아, 오세아니아, 인도양을 가로지르는 그들의 항해와 탐험에 가장 흔히 사용된 선박이다. 이 시기, 7세기부터 13세기 사이에 인도네시아 군도에서는 스리위자야 해양제국이 번성하여 해양 동남아시아의 해상 무역 네트워크를 지배하고 인도와 중국을 연결했다.

## 중국인의 여행

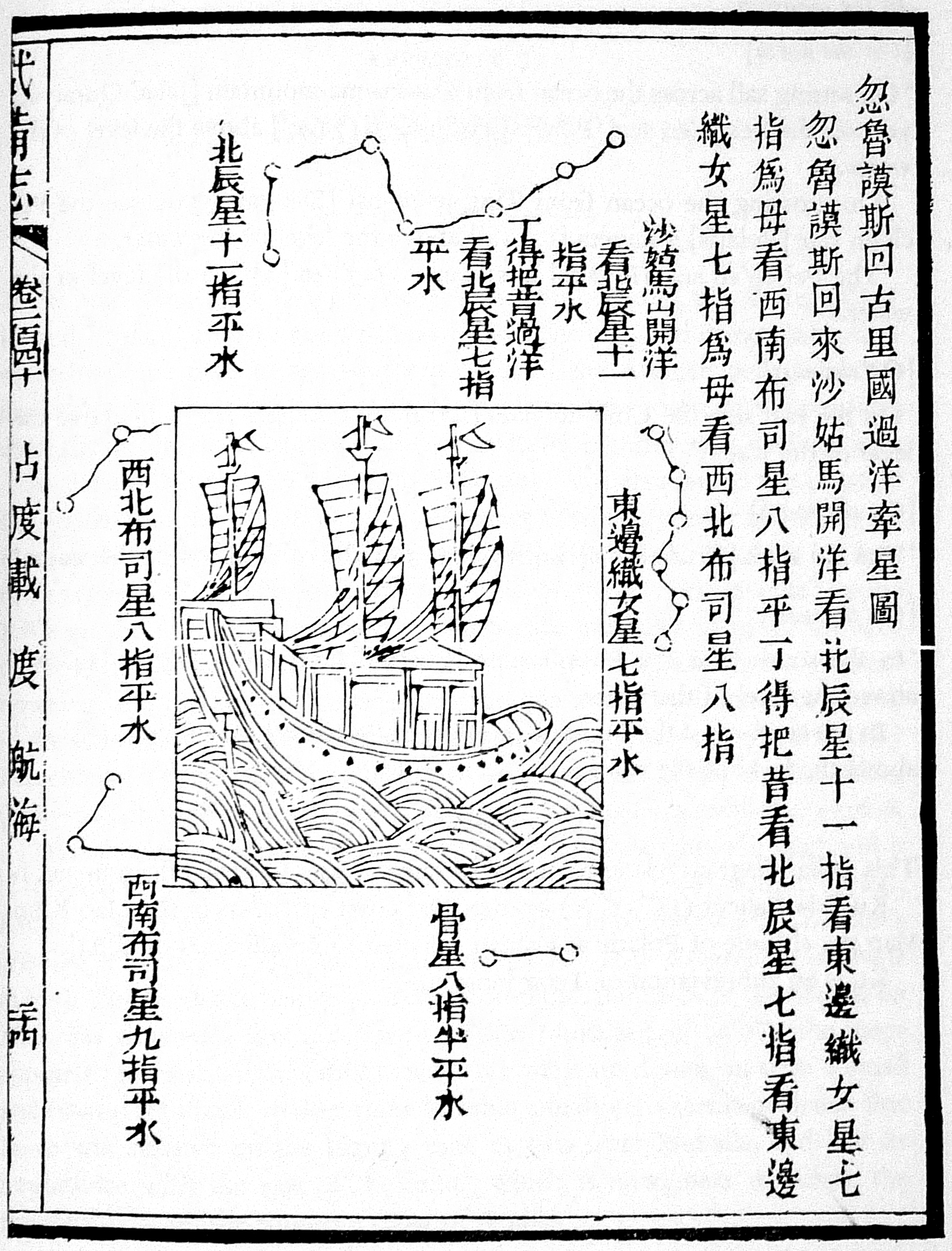
1430년, 정화 (명나라)의 항해 지도의 일부로, 호르무즈에서 칼리컷까지 항해하기 위한 선박 정렬 지시를 제공한다.

15세기 초, 정화 (명나라)가 이끄는 중국 명나라 함대는 인도양을 가로질러 항해했다. 이 임무는 상업적이라기보다는 외교적이었지만, 많은 선물과 생산품 교환이 이루어졌다.

## 일본의 무역

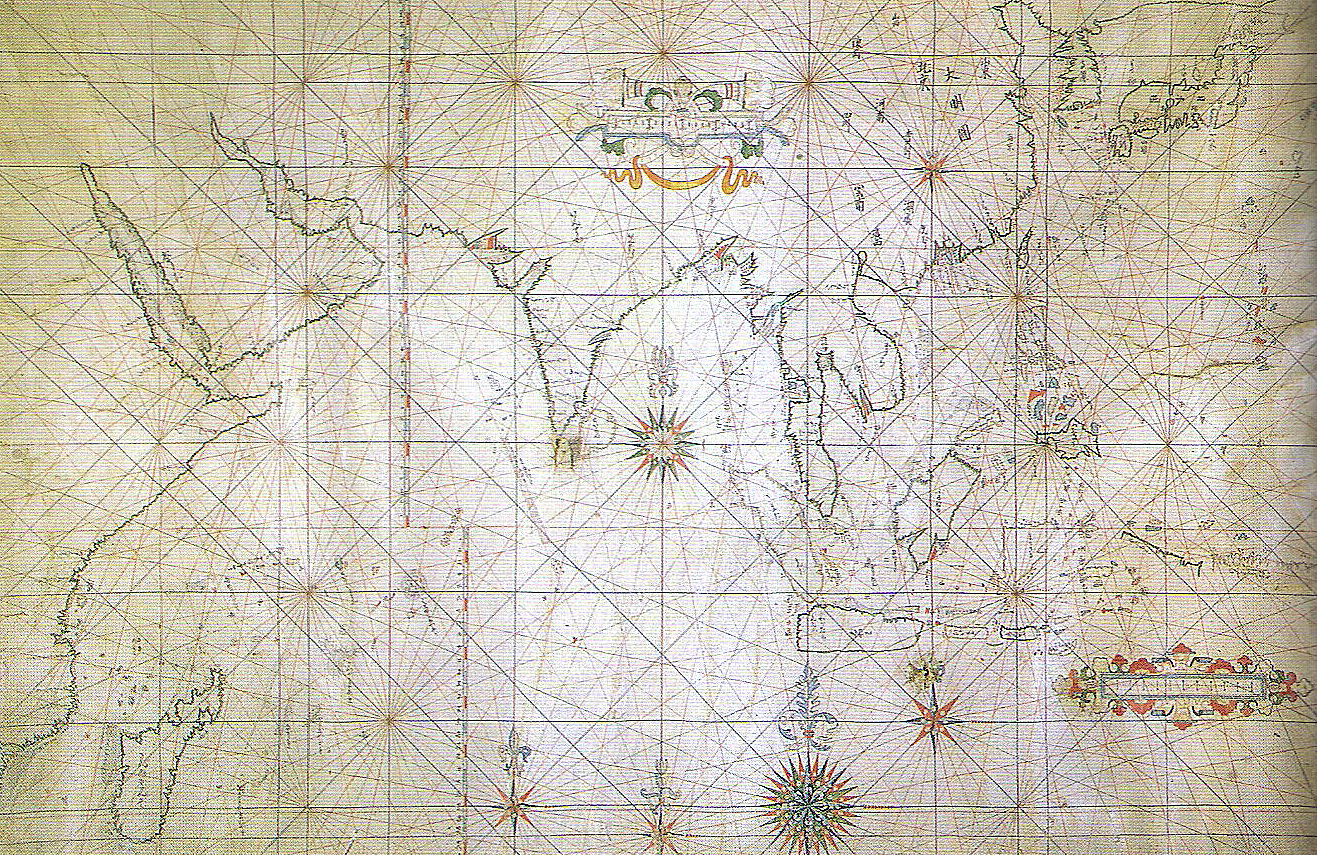
17세기 초, 인도양과 동아시아 해안을 묘사한 일본의 포르톨라노 항해 지도.

16세기와 17세기 동안 일본 선박들은 주고인선 시스템을 통해 인도양 무역에 진출했다.

## 이슬람 시대
무슬림 시대 동안, 무슬림들은 인도양을 가로지르는 무역을 지배했으며, 구자라트 상인들은 몰루카 제도에서 향신료를 가져오고 중화인민공화국에서 견섬유를 가져와 직물과 같은 제조품과 교환한 다음 이집트인과 아랍인에게 팔았다. 칼리컷은 당시 홍해와 유럽으로 후추를 수출하는 인도의 중심지였으며, 이집트와 아랍 상인들이 특히 활발하게 활동했다.
무슬림 선교사들과 상인들은 8세기, 또는 그 이전부터 인도양 서부 해안을 따라 이슬람을 전파하기 시작했다. 8세기에서 15세기로 거슬러 올라가는 스와힐리 석조 모스크가 케냐의 샹가에서 발견되었다. 인도양을 가로지르는 무역은 점진적으로 아랍 문자와 주식 (음식)으로서 쌀을 동아프리카에 도입했다. 무슬림 상인들은 800년에서 1700년 사이에 연간 약 1,000명의 아프리카 노예를 거래했으며, 이 숫자는 18세기에는  4000명경으로, 1800-1870년에는 3700명으로 증가했다. 노예 무역은 네덜란드인들이 1600년경에 정착하기 전에도 동인도양에서 발생했지만, 이 무역의 규모는 알려져 있지 않다.
마다가스카르에서는 중동(시라지 페르시아인, 오만 아랍인, 아랍화된 유대인, 남동 아프리카의 반투족이 동반)과 아시아(구자라트족, 말레이족, 자와인, 부기족)의 상인과 노예 상인들이 때때로 토착 말라가시 씨족에 통합되었다. 이 시기에 새로운 오스트로네시아 이주민들이 마다가스카르에 도착하여 영구적인 문화적 및 유전적 유산을 남겼다.

## 유럽 식민지 탐험 시대

### 포르투갈 시대

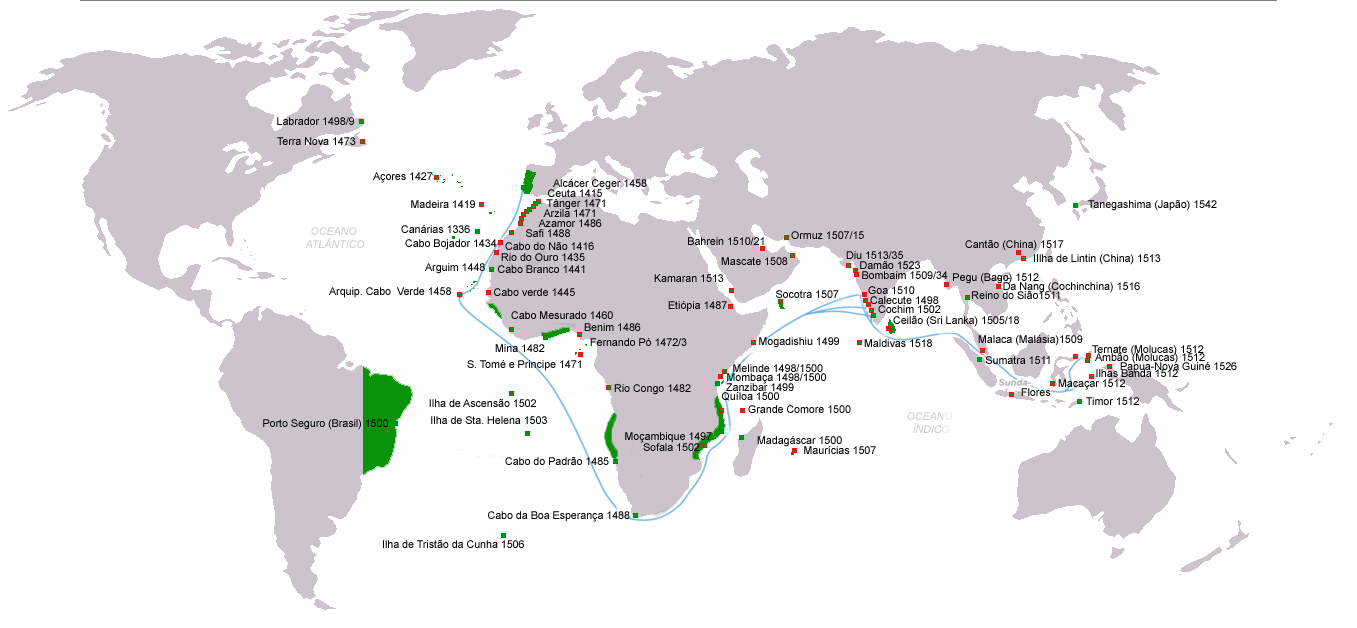
포르투갈의 발견 및 탐험: 최초 도착지 및 날짜

바스쿠 다 가마가 이끄는 포르투갈인들은 1497-98년에 아프리카 남단을 거쳐 인도양으로 가는 해상 경로를 발견했다. 처음에는 포르투갈인들이 주로 칼리컷에서 활동했지만, 구자라트주의 북부 지역은 무역에 훨씬 더 중요했으며, 동서 무역의 필수적인 중간자 역할을 했다.
인도양에서의 유럽 노예 무역은 포르투갈이 16세기 초 인도국을 설립하면서 시작되었다. 그때부터 1830년대까지 연간 약 200명의 노예가 모잠비크에서 수출되었으며, 이베리아 연합(1580-1640) 기간 동안 아시아에서 필리핀으로 데려온 노예도 비슷한 수치로 추정된다.

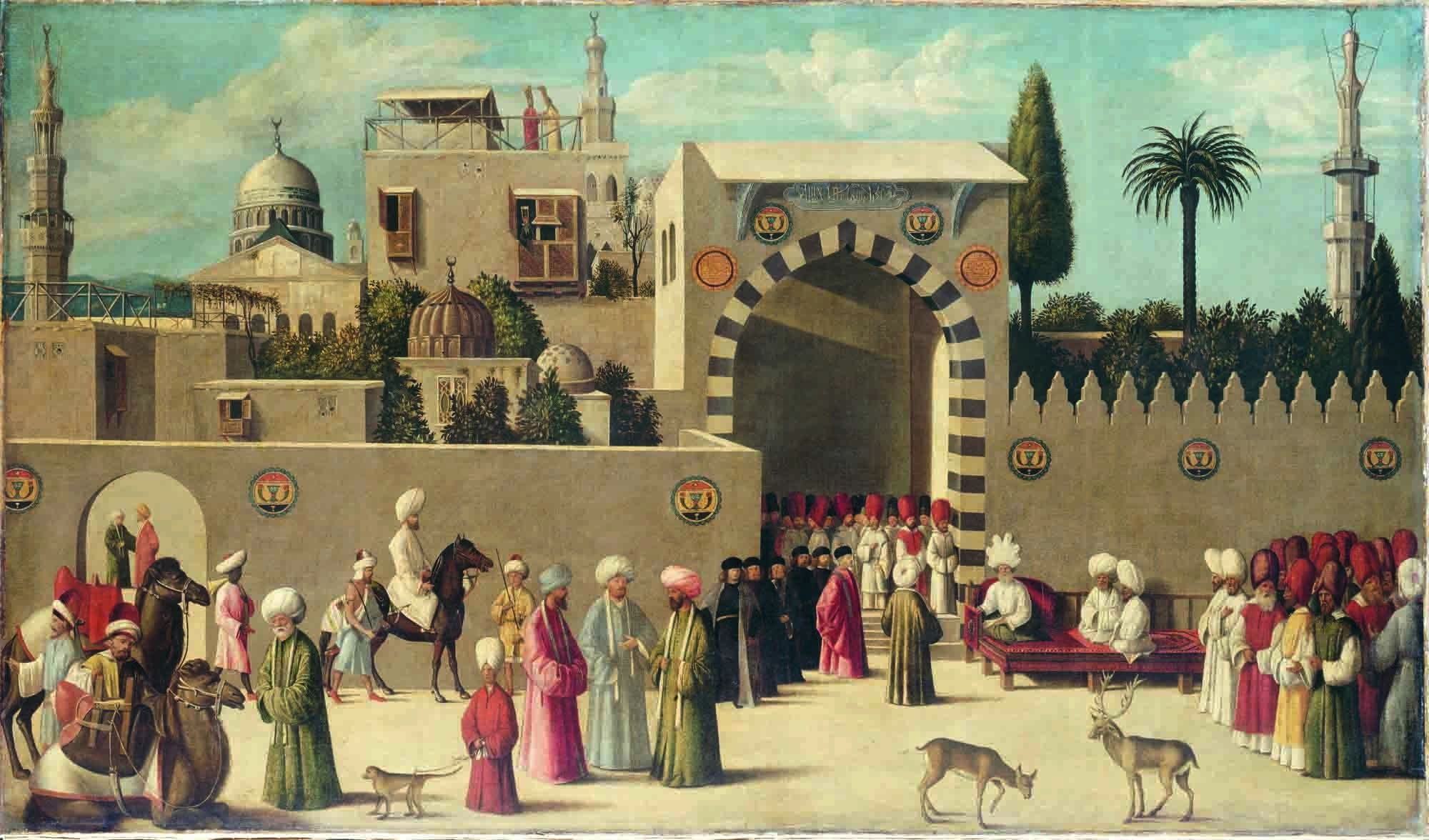
카이트바이 시대 다마스쿠스에서 베네치아 대사들의 접수.

전통적인 무역 패턴이 사라지고 포르투갈이 유럽에서 향신료 무역에서 베네치아보다 낮은 가격에 판매할 수 있게 되면서 베네치아의 이익은 직접적으로 위협받았다. 베네치아는 포르투갈과의 외교 관계를 단절하고 인도양 개입에 대항할 방법을 모색하기 시작했으며, 이집트 궁정에 대사를 파견했다. 베네치아는 포르투갈과의 경쟁을 촉진하기 위해 이집트 관세 인하를 협상했고, 포르투갈에 대해 "빠르고 비밀스러운 조치"를 취할 것을 제안했다. 맘루크는 1507년 아미르 후사인 알-쿠르디 휘하의 함대를 파견했고, 이 함대는 차울 해전에 참전했다.
오스만 제국은 1581년에 알리 베이 휘하의 함대를 포르투갈에 대항하여 파견함으로써 페르시아만 지역에서 포르투갈의 패권에 도전하려 했다. 이 노력에는 무스카트, 과다르, 파스니와 같은 여러 지역 제후국 및 항구 도시의 수장들이 지지했다. 그러나 포르투갈은 성공적으로 오스만 함대를 요격하여 파괴했다. 이후 포르투갈은 적에게 도움과 위안을 제공한 것에 대한 보복으로 메크란 해안의 과다르와 파스니를 공격하고 약탈했다.

### 네덜란드와 영국 시대

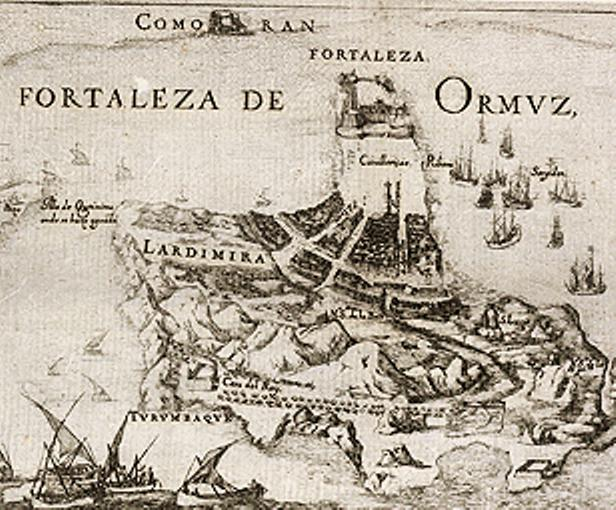
호르무즈 섬은 1622년 호르무즈 점령 당시 영국-페르시아 연합군에 의해 점령되었다.

16세기 동안 포르투갈은 페르시아만에 기지를 건설했다. 1602년, 이맘 쿨리 칸 운딜라제의 지휘를 받는 이란군은 바레인에서 포르투갈인들을 추방하는 데 성공했다. 1622년, 영국 선박 4척의 도움으로 아바스 1세는 호르무즈를 포르투갈로부터 탈환했다. 그는 무역 중심지를 본토 근처의 새로운 항구인 반다르아바스로 대체했지만, 이곳은 결코 호르무즈만큼 성공적이지 못했다.
17세기 초 네덜란드 동인도 회사의 설립은 이 지역 노예 무역량의 급격한 증가로 이어졌다. 17세기와 18세기 동안 네덜란드 식민지에는 약 500,000명의 노예가 있었다. 예를 들어, 약 4,000명의 아프리카 노예가 네덜란드 실론의 콜롬보 요새를 건설하는 데 사용되었다. 발리와 인근 섬들은 1620-1830년 동안 지역 네트워크에  100,000명–150,000명경의 노예를 공급했다. 인도와 중국 노예 상인들은 17세기와 18세기 동안 네덜란드 네덜란드령 동인도에 약 25,000명의 노예를 공급했다.
영국 동인도 회사는 같은 시기에 설립되었으며, 1622년에 그 선박 중 하나가 코로만델 해안에서 네덜란드령 동인도로 노예를 수송했다. 동인도 회사는 주로 아프리카 노예를 거래했지만, 인도, 인도네시아 및 중국 노예 상인들로부터 구매한 일부 아시아 노예도 거래했다. 프랑스는 1721년에 레위니옹과 모리셔스 섬에 식민지를 건설했다. 1735년까지 마스카렌 제도에는 약 7,200명의 노예가 거주했으며, 1807년에는 133,000명에 이르렀다. 그러나 영국은 1810년에 이 섬들을 점령했고, 영국이 1807년에 노예 무역을 금지했기 때문에 섬의 프랑스 농장주들에게 노예를 공급하기 위한 비밀 노예 무역 시스템이 발달했다. 총 336,000명–388,000명의 노예가 1670년부터 1848년까지 마스카렌 제도로 이송되었다.
총체적으로, 유럽 상인들은 1500년에서 1850년 사이에 인도양 내에서 567,900명–733,200명의 노예를 이송했고, 같은 기간 동안 거의 같은 수의 노예가 인도양에서 아메리카 대륙으로 이송되었다. 그럼에도 불구하고 인도양의 노예 무역은 대서양을 가로질러 이송된  12,000,000경명의 노예와 비교하면 매우 제한적이었다.

## 같이 보기
- 인도 문화권
- 동남아시아의 인도화

## 추가 자료
- 황금의 길: 고대 인도가 세계를 어떻게 변화시켰는가